# Louis Bourguet
Pour les articles homonymes, voir Bourguet.
Cet article possède un paronyme, voir Louis Bourget.
Louis Bourguet, né le 23 avril 1678 à Nîmes et mort le 31 décembre 1742 à Neuchâtel, est un géologue, naturaliste, mathématicien, philosophe et archéologue neuchâtelois. Jules Thurmann l'appelle un des créateurs de la paléontologie, bien que cette place soit plus légitimement réservée à Guettard et Cuvier.

## Biographie

### Jeunesse et études
Louis Bourguet naît le 23 avril 1678 à Nîmes. Il n'a que sept ans, lorsque la révocation de l'édit de Nantes contraint sa famille à l'exil. Son père, Jean Bourguet, riche négociant huguenot de Nîmes, se retire d'abord à Genève avec sa femme Catherine Rey et son fils. Dès l'année 1687, après un court séjour à Lausanne, il s'établit à Zurich où, associé avec Jacques Bourguet et Jean Rey, il monte une grande fabrique de bas de soie, de mousselines et d'autres étoffes de luxe. Le succès obtenu en peu de temps le décide à créer en 1689 une seconde manufacture à Castasegna, dans l'actuel canton des Grisons. Il y emmène son fils Louis, entré au Collège de Zurich en 1688 et, le destinant à suivre la même profession que lui, il le retire du collège malgré ses rapides progrès.
Louis Bourguet a cependant peu de goût pour le commerce ; il est très attiré par les lettres. En 1690, il retourne à Zurich et, son oncle Rey étant mort deux ans après, il se remet avec ardeur aux études qu'il a été forcé d'interrompre et les poursuit jusqu'en 1696. Tout en surveillant la fabrique paternelle, il s'adonne à la numismatique et à l'archéologie. Ses études sont toutefois souvent interrompues par des tâches nécessaires aux entreprises familiales.
En 1697, il fait avec son père un voyage commercial en Italie. Il en profite pour visiter les bibliothèques de Milan, Vérone et Venise. Quoiqu'encore très jeune, il entre en contact avec des savants et collectionne livres et médailles. Lors d'un second voyage en 1699, il prend des leçons d'hébreu d'un juif italien, sentant que cette langue lui est aussi nécessaire que le latin et le grec s'il veut approfondir sa science de prédilection.
En 1700, la ville de Zurich décide d'expulser les commerçants huguenots. Louis Bourguet et ses parents s'établissent à Berne. Puis Louis Boutguet se fixe à Neuchâtel, d'abord provisoirement puis définitivement, en 1716 après avoir abandonné le commerce. En 1702, à l'âge de 24 ans, il y épouse Susanne Jourdan, fille de Claude Jourdan de Marvejols en Gévaudan, réfugié à Neuchâtel. En 1713 il pense à se consacrer à la théologie, et Jean-Frédéric Osterwald (1663-1747) l'en dissuade en lui représentant que la faiblesse de sa poitrine ne lui permettrait pas de se livrer impunément à la prédication.

### Carrière scientifique entre Neuchâtel et l'Italie
Dans les quatorze ans qui suivent, Bourguet retourne encore sept fois en Italie, en 1701, en 1703, en 1705, en 1707, en 1710, en 1711, rapportant de chaque voyage, non seulement de nouvelles connaissances acquises aiprès des savants les plus illustres de cette contrée, tels que Francesco Bianchini (1662-1729), Giusto Fontanini (1666-1736), Antonio Vallisnieri (1661-1730) ou Giovanni Battista Tolomei (1653-1726) ; mais de précieux manuscrits des rabbins, de curieux spécimens des antiquités de l'Égypte, de la Chaldée et de la Chine, des médailles rares de la Grèce et de Rome, des livres slaves ou orientaux. Pendant cette période, il correspond également avec le philosophe Gottfried Wilhelm Leibniz (1646-1716) de 1707 à 1716, date du décès de ce dernier.
Il entretient une vaste correspondance sur des sujets divers : sur l'antiquité et les médailles avec Caze, Abauzit, Bouhier de Dijon, Jablonsky de Berlin, le père Fléchier de Nîmes où ce dernier fouille les arènes pour Bourguet ; sur les antiquités chinoises  avec Des Vignoles ; sur la philosophie et les mathématiques avec Leibnitz (plusieurs centaines de lettres), Wolf, Jean et Daniel Bernouilli (théorème de Bernoulli), Hermann, Mairan (le successeur de Fontenelle comme secrétaire de l'Académie des sciences) ; sur la géologie, l'entomologie et la botanique avec Sauvages (François ou Pierre ?) de Montpellier, Haller, Scheuchzer, Woodward en Angleterre, Etienne Jalabert à Genève, Réaumur et Geisel d'Erlangen ; sur les inscriptions anciennes avec La Croze à Berlin, Iselin de Bâle, Jacques Bibaud du Lignon de Lausanne, Gabriel Seigneux de Correvon ; sur la géographie, et notamment sur la jonction de l'Asie avec l'Amérique (un sujet privilégié de Bourguet), avec le géographe du roi Delisle et le commissaire de la marine Deslandes ; sur l'arrangement des bibliothèques publiques (auxquelles il donne de l'argent et des livres arabes et persans) avec Engel de Berne et le pasteur Jordan à Prenzlau…
En 1710, il est « naturalisé par le roi de Prusse » et devient membre de l'Académie royale des sciences de Prusse.
Après un séjour de quatre ans à Venise, de 1711 à 1715, il retourne à Neuchâtel, où sa famille s'est établie depuis 1700. L'histoire naturelle l'attire autant que la numismatique. En 1709, il parcourt le Jura pour étudier la formation des fossiles et des pétrifications.  dans le même but, en 1710 et en 1715 il fait avec le docteur Zannichelli des excursions scientifiques dans les montagnes du Vicentin, du Véronais et du Bolonais.[réf. nécessaire]
Bourguet est de retour à Neuchâtel depuis deux ans, lorsque l'Académie de Lausanne lui offre la place que vient de quitter Jean Barbeyrac. Il a d'abord l'intention d'accepter, et compose même à ce sujet deux discours, l'un en français : Idée de l'histoire du droit naturel, l'autre en latin : De vero atque genuino juris naturalis studii usu, inséré dans la Tempe helvetica, t. III, sect. I. Cependant, il ne tarde pas à revenir sur sa première résolution, et il renonce aux disputes et aux exercices publics pour se renfermer dans son cabinet avec ses livres, ses fossiles et ses médailles.[réf. nécessaire] 

Selon une autre version, Barbeyrac, recteur de l'académie de Lausanne, quitte sa place en 17117 pour un poste plus avantageux à l'université de Groningue. Il avertit Bourguet de son départ avant de demander son congé et engage Bourguet à postuler pour sa succession à Lausanne, lui écrivant trois fois à ce sujet. Bourguet fait des démarches dans ce sens, mais finalement la place est donnée à Aloys de Bochat, originaire de Lausanne et qui selon Barbeyrac manque d'érudition. Bourguet en est quelque peu froissé.
Ses travaux géologiques et archéologiques étendent sa réputation dans les pays étrangers. En 1731, il est, curieusement, à nouveau nommé membre de l'Académie des sciences de Berlin. La même année, le Conseil de Neuchâtel crée pour lui une chaire de philosophie et de mathématiques à l'académie de Neuchâtel. En plus de cet enseignement académique, il donne des cours ouverts au public où les femmes sont admises. En 1733, l'Académie étrusque de Cortone l'admet en son sein. En 1738 sa femme meurt et il se retrouve avec quatre enfants, dont seule une fille lui survit. Il meurt en 1742.
Selon Jean-Frédéric Osterwald, qui prononce son oraison funèbre, il a joint aux qualités de l'esprit une grande pureté de mœurs et beaucoup de zèle pour sa religion, aussi est-il universellement regretté[réf. nécessaire].

## Publications

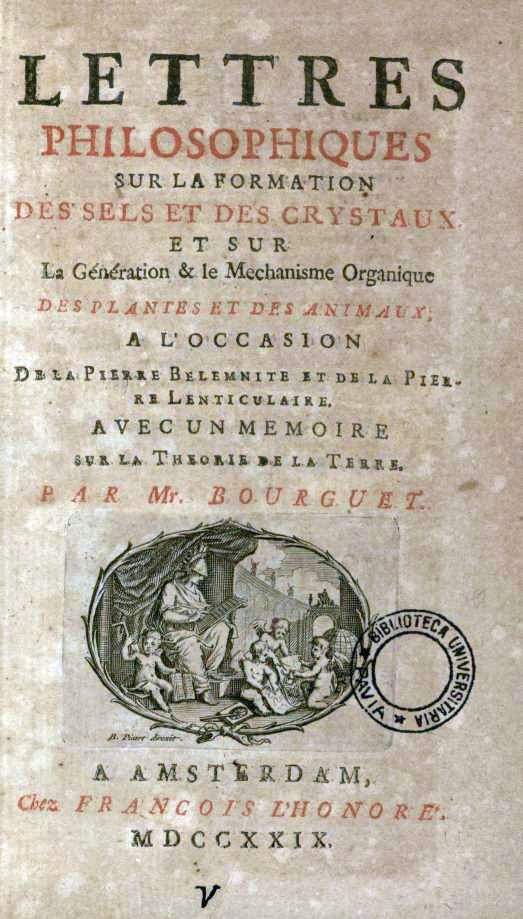
Lettres philosophiques sur la formation des sels et des crystaux et sur la génération et le mechanisme organique des plantes et des animaux, 1729

Ses œuvres concernant l'orogenèse sont calquées sur les théories de John Woodward, qu'il corrige et complète.  Ainsi que le montre sa correspondance avec Leibniz, il essaie de concilier sa vision de la science avec le système religieux chrétien de l'époque. Léonce Élie de Beaumont a repris les idées de Bourguet, pour développer le concept de réseau pentagonal.
Les œuvres éparses de Bourguet non répertoriées dans sa bibliographie sont disséminées dans la Tempe helvetica, le Journal helvétique, le Mercure suisse et dans la Bibliothèque italique dont il fut le principal rédacteur (Genève, 1728-1734,16 vol. in 8°). Parmi les principaux, dans la Tempe helvetica (t. I, sect. ii), on remarque une dissertation De fatis philosophiæ, discours prononcé lorsqu'il prend possession de sa chaire à Neuchâtel ; dans le Journal helvétique, une Lettre au P. Bouvet, missionnaire à Pecking, sur le système de Fohi (1734) ; une Relation des progrès du christianisme dans les Indes (1734) ; une Relation de la colonie de Herrenhoui (1735) ; une Lettre sur les églises des prosélytes indiens (1736) ; des Lettres sur quelques missions de la communauté de Herrenhout (1737) ; des Lettres sur la pétrification des petits crabes de mer de la côte de Coromandel (1740) ; des Lettres sur la conversion des Juifs (1736, 1740), et sur les missions protestantes de Tranquebar et de Madras (1740) ; une Lettre sur la conversion des églises du comté de Northampton dans la Nouvelle-Angleterre (1740). Ces opuscules donnent l'idée la plus avantageuse de la sagacité, de l'érudition, de l'esprit philosophique de Bourguet ; ils prouvent encore combien il s'intéressait à la prospérité de l'Église dont il était membre. Bien qu'irréligieux, le respect extrême qu'il avait pour la Bible, l'entraîne non seulement à contester la chronologie des Chinois dans une Lettre à M. Hottinger sur l'histoire de la Chine (avril 1734), mais à soutenir, dans une Lettre sur la jonction de l'Amérique avec l'Asie (1735 et 1736) que l'ancien et le nouveau monde sont réunis par un isthme. Le sentiment religieux, qui lui vaut le surnom de philosophe chrétien, se constate dans toutes ses productions, dans ses Quatre lettres sur la philosophie de Leibnitz (1738), comme dans sa Lettre à Roques (1739), servant de réponse aux quatre lettres précédentes, dans sa Lettre sur les idées innées et leur développement (1710), comme dans son Discours sur les phénomènes que les Anciens regardaient comme miraculeux.
Bourguet publie les résultats de ses recherches archéologiques principalement dans la Bibliothèque italique. Les principaux écrits sont la Lettre sur deux prétendues inscriptions étrusques, les Litanies pélasgues des anciens habitants de l'Italie et la Lettre sur l'alphabet étrusque. On lui doit la découverte de cet alphabet. Un des premiers, il s'aperçoit que c'est un très ancien alphabet grec. S'imaginant que pour déchiffrer l'étrusque, l'ancien grec ou le phénicien suffisent, il veut donner l'explication de quelques inscriptions, mais ses essais sur le sujet ne sont pas une réussite ; cependant il ouvre la voie, comme le reconnaît l'abbé Lanzi dans son Saggio di lingua etrusca. On trouve dans la traduction faite par son ami Jean Barbeyrac, du traité des Devoirs de l'homme et du citoyen (édit. de 1718), les Réponses de Bourguet à quelques objections de Leibniz contre l'ouvrage de Pufendorf.
Bourguet laisse aussi une volumineuse correspondance avec les hommes les plus célèbres de l'Europe littéraire et même avec les archéologues et les missionnaires de Batavia et du Malabar. Il conçoit aussi le plan d'une Histoire critique de l'origine des lettres, mais il renonce à cet ouvrage lorsque paraît la Paléographie de Bernard de Montfaucon. Seul le plan en est publié dans l'Histoire de la république des lettres.

### Principales œuvres
- Dissertation sur les pierres figurées, 1715.Il y combat l'opinion du docteur Lang de Lucerne.
- Lettres philosophiques sur la formation des sels et des crystaux, et sur la génération et le méchanisme organique des plantes et des animaux, à l'occasion de la pierre bétemnite et de la pierre lenticulaire, avec un mémoire sur la théorie de la terre, Amsterdam, 1727, selon Quérard, 1729, selon les autres bibliographes ; 2e édition, 1762, in-12.L'auteur prévient que ce petit livre, qui ne renferme que quatre lettres, est la préface et le résumé d'un travail plus considérable qu'il se proposait de publier. Il y discute en dialecticien habile et en métaphysicien profond les systèmes philosophiques de Burnet, de Whiston, de Woodward, sur la matière, la formation et la génération des êtres, et il fait voir que la pression infinie de l'éther de Malebranche, les mouvements conspirants de Leibniz, l'attraction de Newton sont la même chose sous des noms différents. On trouve énoncées dans ce petit livre une foule de vérités essentielles dont la découverte a été attribuée à d'autres savants, quoiqu'ils n'eussent eu d'autre mérite que de les avoir réduites en système; mais à côté des principes les plus sains se rencontrent aussi bien des hypothèses hasardées. Le mémoire sur la théorie de la terre surtout est remarquable en ce qu'il assigne à Bourguet une place parmi les créateurs de la géologie scientifique.
- Traité des pétrifications, Paris, 1742, in-4°, avec 60 planches contenant 441 fig. ; 2e édit., Paris, 1778, in-8°.Recueil de différents mémoires adressés à plusieurs savants. Le 1er, dédié à Réaumur, est un discours sur la nature des pierres, qui, selon l'auteur, proviennent pour la plupart soit de la formation primitive du globe, soit du changement qui s'y opéra à la suite du déluge. Le 2e est une lettre écrite à Jean Jallabert de Genève. Bourguet y confirme l'hypothèse que les pétrifications sont des corps réellement produits dans la mer et répandus par le déluge sur la surface comme dans le sein de la terre. Le 3e est adressé à quatre pasteurs du canton de Neuchâtel. L'auteur combat l'hypothèse de Newton que l'eau se convertit en terre et augmente ainsi le volume du globe. Le 5e, dédié à Garcin, docteur en médecine, traite de la pétrification des petits crabes de mer et des poissons. Le 6e sert, pour ainsi dire, d'introduction au 7e, qui ne consiste qu'en un extrait d'une lettre de Tentzelius à Magliabechi au sujet d'un squelette d'éléphant découvert à Tonnen près d'Erfurt. Le 8e enfin est une lettre écrite à Mairan sur l'origine des silex, dont l'auteur donne une description et une classification. La seconde partie contient une classification nouvelle des fossiles proprement dits. Viennent ensuite trois index : l'un donne l'explication des planches ; l'autre indique les lieux où se trouvent des pétrifications ; le troisième signale les auteurs qui ont écrit sur cette matière.
- Opuscules mathématiques, contenant de nouvelles théories pour la résolution des équations de deux, trois et quatre degrés, Leyde, 1704, in-8°.Aucun des biographes de Bourguet ne fait ici mention de cet ouvrage, qu'indique M. Quérard.